# Сребреник (громада)
Сребреник (хорв. і босн. Opština Srebrenik, серб. Општина Сребреник) — боснійська громада, розташована в Тузланському кантоні Федерації Боснії і Герцеговини. Адміністративним центром є місто Сребреник.
| Боснія і Герцеговина | Це незавершена стаття з географії Боснії і Герцеговини. Ви можете допомогти проєкту, виправивши або дописавши її. |